# Сигізмунд Кейстутович
Сигізмунд Кейстутович, (лит. Žygimantas Kęstutaitis, Žyhimont Kejstutavicz, пол. Zygmunt Kiejstutowicz; бл.1365 — 20 березня 1440) — Великий князь Литовський (1432—1440), князь Стародубський, Можайський (з 1383). Наймолодший із синів Кейстута, брат Вітовта.

## Біографія
Сигізмунд Кейстутович вів запеклу боротьбу проти литовсько-руського князя Свидригайла Ольгердовича. У 1432 році напав на Свидригайла, захопив Вільно, був проголошений великим князем. Намагаючись прихилити на свою сторону українську знать, привілеями 1432 і 1434 років поширив на руських князів і бояр права, якими користувалася литовська шляхта. У 1432 році Сигізмунд Кейстутович відступив Польщі подільські землі та території на волинському порубіжжі; після його смерті вся Волинь мала відійти до Польської Корони. У вересні 1435 року остаточно розбив українсько-литовські війська під командуванням Свидригайла у битві під Вількомиром. Правління Сигізмунда I зміцнило польські впливи на литовських і українських землях і загострило національно-релігійну боротьбу.
Убитий унаслідок змови князів Івана і Олександра Чорторийських, віленського воєводи Яна Довгірда у Тракайському замку недалеко від Вільнюса (Вільного, Вільна) шляхтичем-киянином Скобейком.

## У літературі
Негативний персонаж роману «Сумерк» Юліана Опільського.

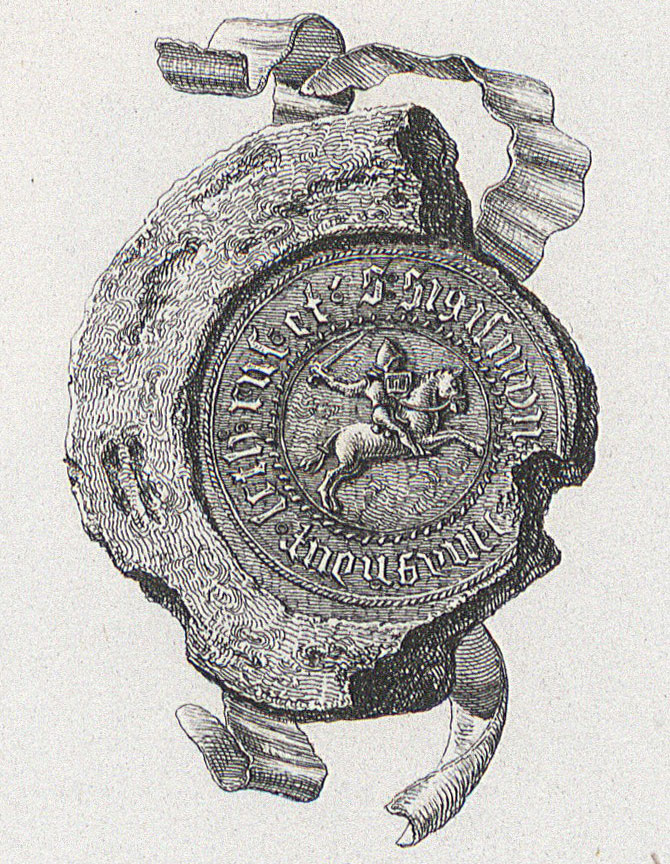
Печатка Сигізмунда I, XV століття